# Antònia Vicens
Antònia Vicens i Picornell (Santanyí, 1941) é uma escritora maiorquina.
No seu primeiro livro publicado, a coetânea de relatos Banc de fusta, recebeu um prêmio em Cantonigròs no ano de 1965. O seu seguinte romance teve ainda mais sucesso: era o ano de 1967 e o seu 39º a l'ombra venceu o Prêmio Sant Jordi de romance. O universo maiorquino constitui a fonte de inspiração principal para estes dois volumes e a obra ulterior.
1977 entrou a formar parte da Associació d'Escriptors en Llengua Catalana (Associação de Escritores em Língua Catalã) como vice-presidenta pelas Ilhas Baleares. Distingida com outros prêmios literários, o reconhecimento global à sua carreira chegou com o Prêmio Creu de Sant Jordi em 1999 e a medalha Ramon Llull em 2004 (a qual recusou em protesto pela política linguística do Governo Balear).
Os seus livros foram traduzidos ao alemão e ao espanhol.

## Obra

### Narrativa breve
- 1968 Banc de fusta
- 1980 Primera comunió
- 2005 Tots els contes

### Romance
- 1968 39º a l'ombra
- 1971 Material de fulletó
- 1974 La festa de tots els morts
- 1980 La Santa
- 1982 Quilòmetres de tul per a un petit cadàver
- 1984 Gelat de maduixa
- 1987 Terra seca
- 1997 L'àngel de la lluna
- 1998 Massa tímid per lligar
- 1998 Febre alta
- 2002 Lluny del tren
- 2007 Ungles perfectes
- 2010 Ànima de gos

### Poesia
- 2009 Lovely
- 2013 Sota el paraigua el crit
- 2015 Fred als ulls

### Memórias
- 1993 Vocabulari privat (com Josep Maria Llompart de la Peña)

## Prêmios literários e recohecimentos
- 1965 Cantonigròs de narrativa por Banc de fusta
- 1967 Sant Jordi por 39º graus a l'ombra
- 1981 Prêmio Llorenç Villalonga por Quilòmetres de tul per a un petit cadàver
- 1984 Prêmio Ciutat de València - Constantí Llombart de narrativa por Gelat de maduixa[2]
- 1999 Cruz de São Jorge pela sua trajetória
- 2004 Prêmio Ramon Llull do Governo das Ilhas Baleares pela sua trajetória
- 2016 Prêmio Nacional de Cultura da Generalidade da Catalunha